# Eisenbahnunfall von Borki
Beim Eisenbahnunfall von Borki entgleiste am 17. Oktoberjul. / 29. Oktober 1888greg. der von zwei Dampflokomotiven gezogene Hofzug des Kaisers Alexander III. in der Nähe des Bahnhofs Borki. 23 Menschen aus der Begleitung der kaiserlichen Familie starben, den Mitgliedern der Kaiserfamilie geschah nichts, obwohl der Speisewagen, in dem sie sich zum Unfallzeitpunkt aufhielten, stark beschädigt wurde.

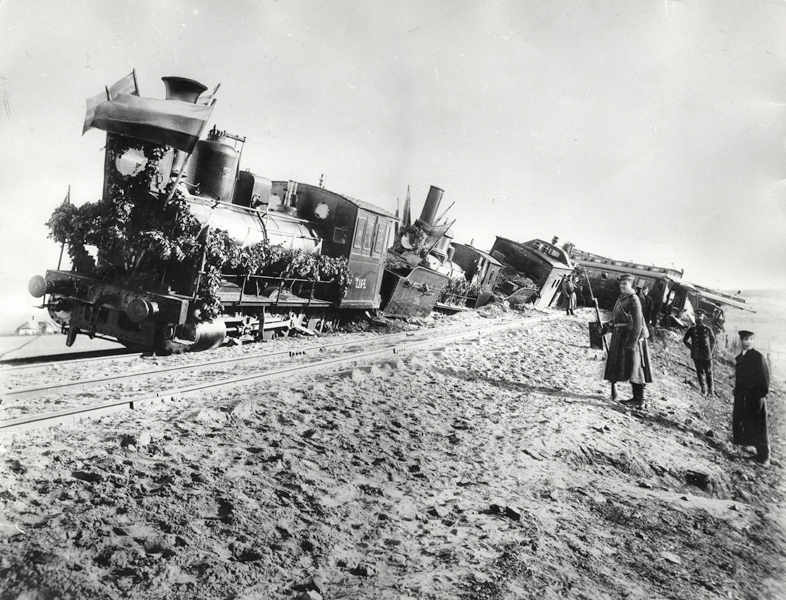
Die zwei Lokomotiven des verunglückten Hofzugs des Kaisers

## Ausgangslage
Der Unfall ereignete sich auf der Bahnstrecke Kursk–Charkiw, die der Kursk-Charkow-Asow-Eisenbahn gehörte. Die Unfallstelle befindet sich zwischen Charkow und Rostow nördlich des heutigen Haltepunkts Spassow Skit in der Nähe des Bahnhofs Borki (Birky) in der Oblast Charkiw 43 km südlich von Charkow. Dort endete ein etwa einen Kilometer langer Streckenabschnitt mit leichtem Gefälle. Die Strecke selbst verlief dort auf einem etwa 10 Meter hohen Damm. Die Gleise waren zwei Jahre zuvor erneuert worden.
Der Kaiser befand sich mit seiner Familie in einem Hofzug auf der Rückfahrt von seinem Urlaubsort auf der Krim in die russische Hauptstadt Sankt Petersburg. Die Salonwagen hatten ein höheres Gewicht als Fahrzeuge des Regelverkehrs. Der Zug wog (ohne die Lokomotiven) etwas über 454 Tonnen und war über 300 Meter lang. Entgegen den Vorschriften, die damals Reisezüge auf 42 Achsen beschränkten, wies der Hofzug 64 Achsen auf. Das bewegte sich zwar innerhalb der Grenzen für Güterzüge, allerdings wurde der Zug hinsichtlich der Reisegeschwindigkeit wie ein Schnellzug gefahren. Das schien unbedenklich, da der Zug so seit fast zehn Jahren ohne Unfall verkehrte. Der Zug soll zum Unfallzeitpunkt mit etwa 70 km/h unterwegs gewesen sein. Er setzte sich aus zwei Lokomotiven und 15 Wagen zusammen:
- Güterzuglokomotive
- Personenzuglokomotive
- Gepäck- und Generatorwagen

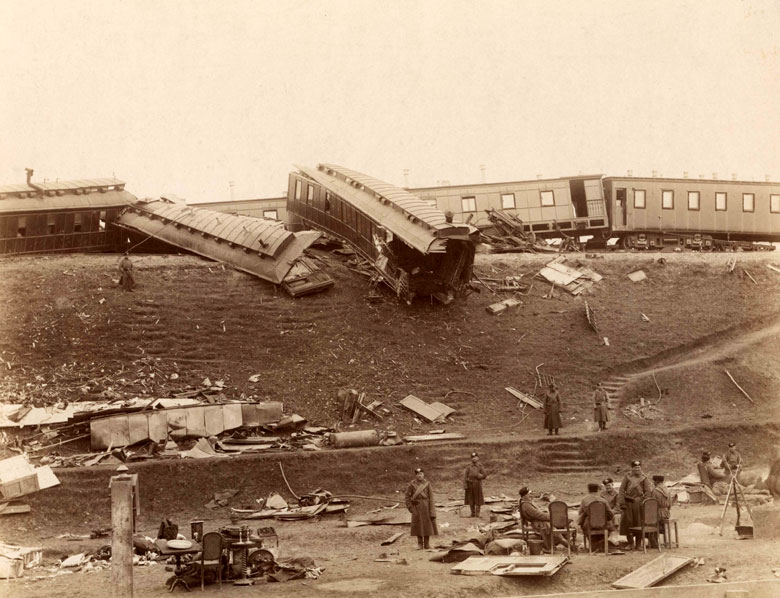
Seitenansicht der Unfallstelle

- Begleitwagen für technisches Personal
- Salonwagen des Verkehrsministers
- Wagen für die Herren des Gefolges
- Küchenwagen
- Buffetwagen
- Speisewagen
- Salonwagen für die Prinzen und Prinzessinnen
- Salonwagen des Kaiserpaares
- Salonwagen des Zarewitsch
- Wagen für die Damen des Gefolges
- Wagen für Minister
- Wagen für Gefolge
- Wagen für die militärische Begleitung
- Gepäckwagen

## Unfallhergang
Zum Unfall führte, dass die Doppelbespannung mit zwei Dampflokomotiven das Gleis an der Unfallstelle in Schwingungen versetzte, was dann zur Entgleisung geführt haben soll. Die beiden Lokomotiven und der folgende Gepäck- und Generatorwagen blieben in Gleisnähe stehen. Die Wagen zwei bis acht stürzten zum Teil den Bahndamm hinab und wurden alle schwer beschädigt. Auch der folgende Salonwagen des Kaisers (Nr. 9) erlitt starke Beschädigungen. Die kaiserliche Familie frühstückte zum Unfallzeitpunkt im Speisewagen, dessen Wände eingedrückt wurden und dessen Dach abriss. Gleichwohl trug keines der Familienmitglieder schwerere Verletzungen davon. Die hinteren Wagen (Nr. 10 bis 15) blieben im Gleis stehen.

## Folgen

### Unmittelbare Folgen
21 Menschen kamen sofort ums Leben, weitere wurden darüber hinaus verletzt, zwei davon erlagen später den Verletzungen. Die Angaben zu den Verletzten schwanken zwischen 12 und 36 Personen. Alle Mitglieder der Kaiserfamilie blieben unverletzt, obwohl auch der Speisewagen, in dem sie sich zum Unfallzeitpunkt aufhielten, erheblich beschädigt wurde.

### Politische Nutzung
Weitere Fakten zu dem Unfall sind davon überlagert, dass zum einen die offizielle Staatspropaganda die „wundersame Rettung des Kaisers und seiner Familie“ zu einem Gottesurteil über die Legitimation der Herrschaft des Kaisers über Russland stilisierte. Aus diesem Anlass wurden Kirchen errichtet, so z. B. eine Kathedrale in Borki und eine Kapelle vor dem Dünaburger Bahnhof in Riga und eine Gedenkmedaille wurde geprägt. Eine aus diesem Anlass geschaffene Ikone zirkulierte in weiten Kreisen als Reproduktion. In dieses Umfeld ist auch die Episode zu rechnen, dass Zar Alexander das Dach des Speisewagens noch solange mit seinen Armen gestützt habe, bis alle Insassen den Wagen verlassen hatten. Diese Version des Geschehens wurde dann von der nachrevolutionären und Teilen der ausländischen Geschichtsschreibung verworfen: Die Außenwände des Speisewagens seien nach dem Unfall stabil genug gewesen, das Dach noch zu tragen.
Die Fakten zu dem Unfall sind auch davon überlagert, dass sich zum anderen hartnäckig Gerüchte hielten, der Unfall sei durch ein Attentat herbeigeführt worden. Das wurde bei den nachfolgenden Untersuchungen aber offiziell ausgeschlossen.

## Untersuchung

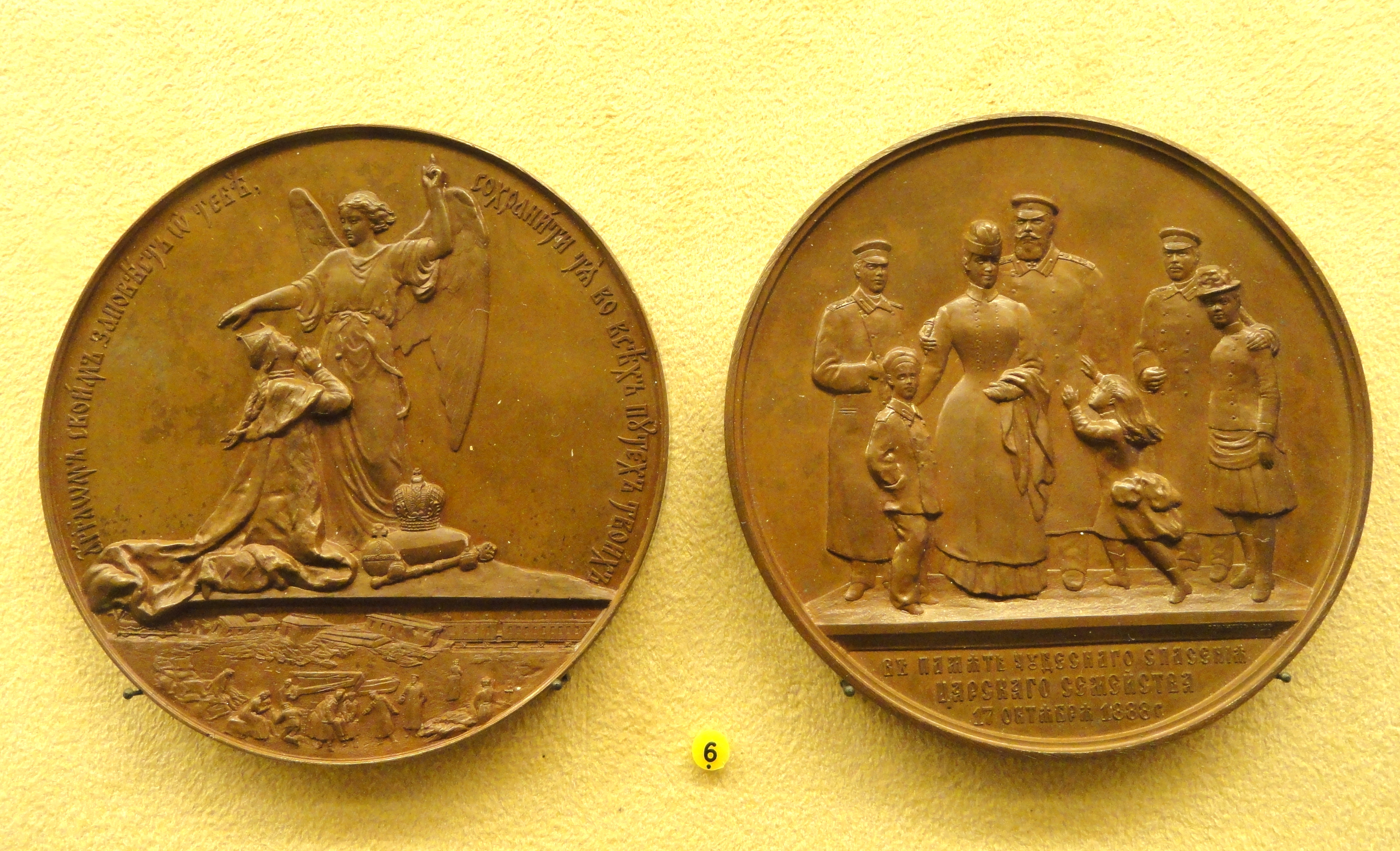
Gedenkmedaille zur Rettung der Zarenfamilie bei dem Eisenbahnunfall

Unmittelbar nach dem Unfall beauftragte Baron Kanut Scherwal, Chefinspektor der russischen Eisenbahnen und verantwortlich für die Fahrten des Hofzuges, der im Zug mitgefahren war und sich bei dem Unfall ein Bein gebrochen hatte, den Eisenbahndirektor Sergei Witte (später russischer Premierminister) und den Direktor des Polytechnischen Instituts Charkow, Wiktor Kirpitschow, damit, den Unfall zu untersuchen. Später stieß noch Anatoli Koni, ein bekannter Jurist aus Sankt Petersburg, zu der Untersuchungskommission. Noch zwei Wochen vorher hatte der Kaiser mit antisemitischen Äußerungen Sergei Witte kritisiert, weil dieser darauf bestanden hatte, die Höchstgeschwindigkeiten auf der von ihm verwalteten Bahnstrecke zu reduzieren. Die Untersuchungskommission kam zu keinem einheitlichen Ergebnis, was die Unfallursachen betraf – die Mitglieder vertraten in ihrem Ergebnis klar parteiliche Strategien und Ergebnisse. Witte, als Eisenbahndirektor, machte die zu hohe Geschwindigkeit des Zuges für den Unfall verantwortlich – und schob damit alle Schuld von der Eisenbahngesellschaft auf die für die Fahrt des Hofzuges verantwortlichen Staatsbeamten. Kirpitschow dagegen hielt verrottete Schwellen für die Ursache des Unfalls – und schob damit alle Schuld auf die Eisenbahngesellschaft. Auch Koni versuchte, alle Schuld weg von den Staatsbeamten und auf die Eisenbahngesellschaft zu schieben. Kaiser Alexander bevorzugte es schließlich, die Angelegenheit nicht zum Abschluss zu bringen, erlaubte Scherwal, in den Ruhestand zu treten und ernannte Witte zum Direktor der staatlichen Eisenbahnen Russlands. Das spricht dafür, dass die Version zu den Unfallursachen näher an den Vermutungen Wittes lag, als an denjenigen, die die Schuld auf seine Eisenbahngesellschaft schieben wollten. Schließlich lud die Öffentliche Meinung einen Teil der Schuld auf dem Generalunternehmer, der die Bahnstrecke Kursk–Charkow gebaut hatte, aber zwei Monate vor dem Unfall bereits verstorben war, Samuil Poljakow, ab. Er habe minderwertigen Schotter verwendet, der die Schwingungen darüber fahrender Züge nicht ausreichend abgefangen habe.